# Lijst van amfibieën in Mexico
Onderstaande lijst van amfibieën in Mexico bestaat uit een totaal van 393 in Mexico voorkomende  soorten die zijn onderverdeeld in drie ordes: de  wormsalamanders (Gymnophiona), salamanders  (Caudata) en kikkers (Anura). Deze lijst is ontleend aan de databank van Amphibian Species of the World, aangevuld met enkele soorten die recent zijn ontdekt door de wetenschap of wiens aanwezigheid in Mexico recent is vastgesteld.

## Wormsalamanders (Gymnophiona)

### Dermophiidae
Orde: Gymnophiona. 
Familie: Dermophiidae

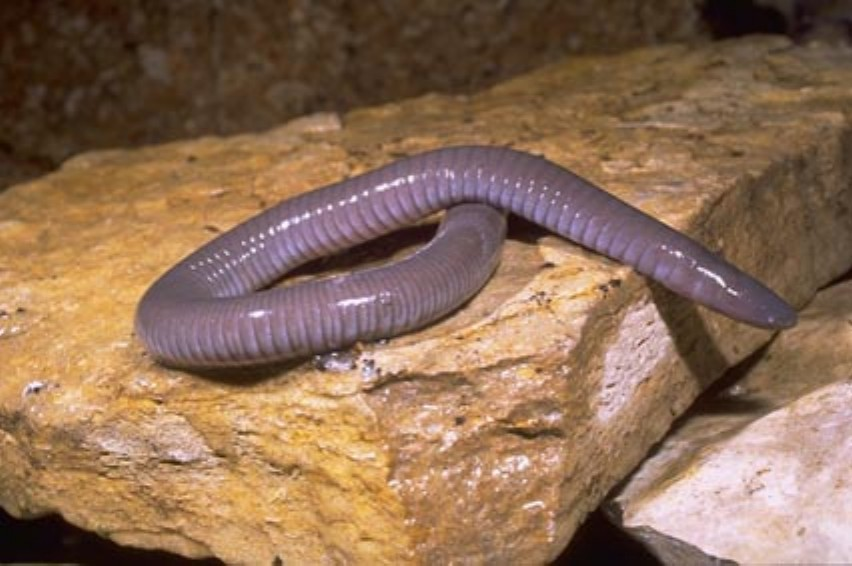
Dermophis mexicanus

- Dermophis mexicanus (Duméril & Bibron, 1841)
- Dermophis oaxacae (Mertens, 1930)
- Gymnopis syntrema (Cope, 1866)

## Salamanders  (Caudata)

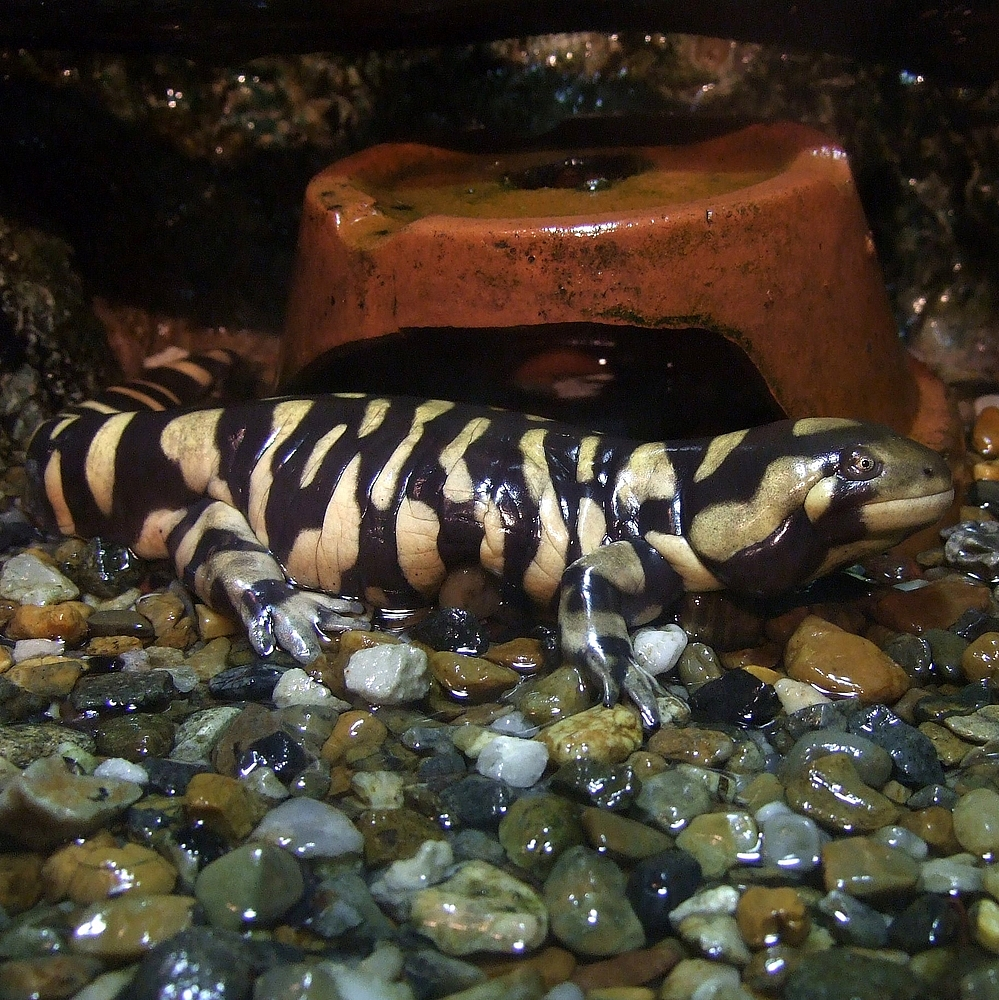
Ambystoma mavortium

### Ambystomatidae
Orde: Caudata. 
Familie: Ambystomatidae
- Ambystoma altamirani Dugès, 1895

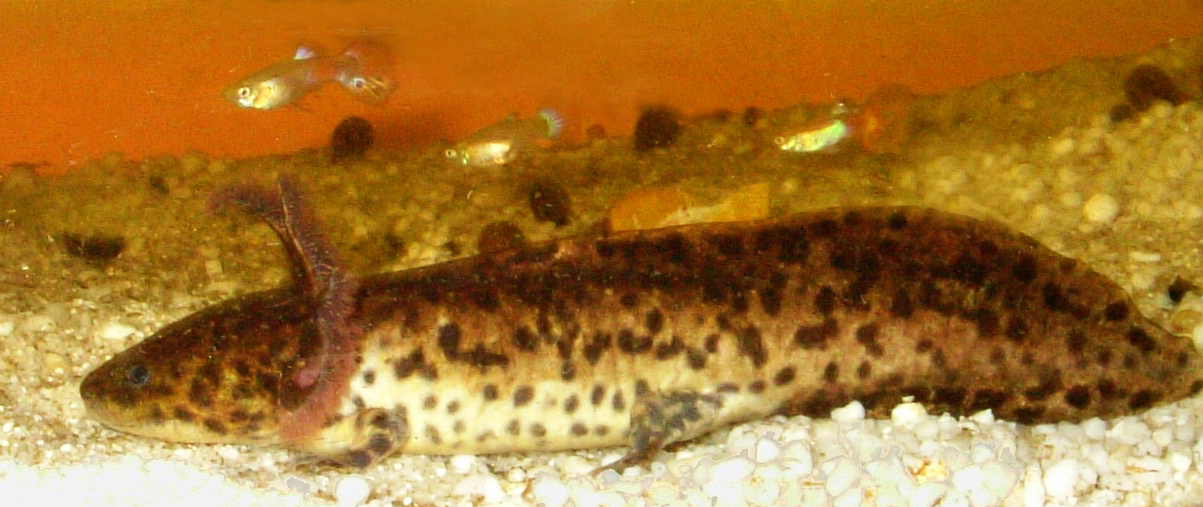
Ambystoma andersoni

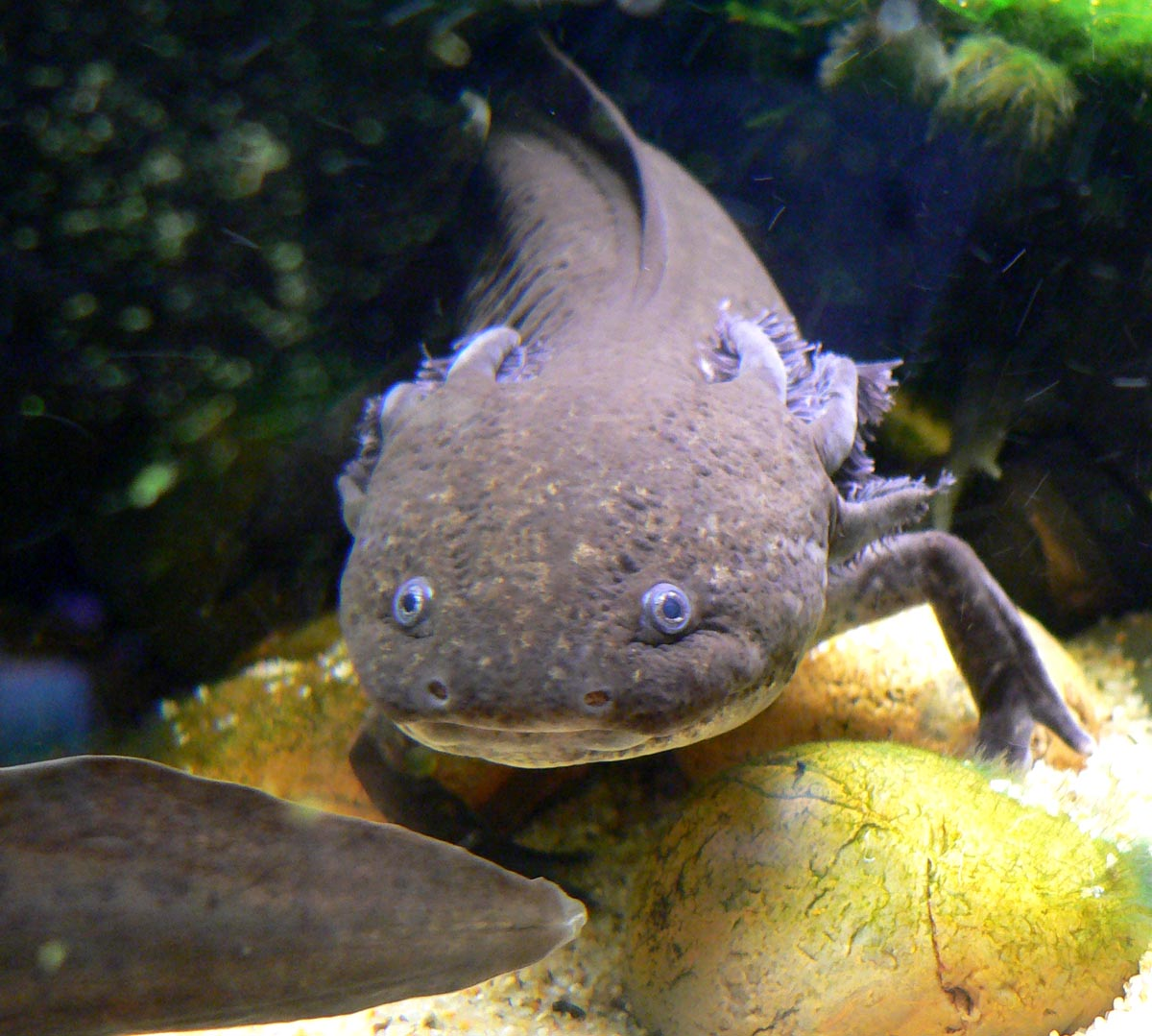
Ambystoma mexicanum

- Ambystoma amblycephalum Taylor, 1940
- Ambystoma andersoni Krebs & Brandon, 1984
- Ambystoma bombypellum Taylor, 1940
- Ambystoma dumerilii (Dugès, 1870)
- Ambystoma flavipiperatum ixon, 1963
- Ambystoma granulosum Taylor, 1944
- Ambystoma leorae (Taylor, 1943)
- Ambystoma lermaense (Taylor, 1940)
- Ambystoma mavortium Baird, 1850
- Ambystoma mexicanum (Shaw & Nodder, 1798)
- Ambystoma ordinarium Taylor, 1940
- Ambystoma rivulare (Taylor, 1940)
- Ambystoma rosaceum Taylor, 1941
- Ambystoma silvense Webb, 2004
- Ambystoma subsalsum Taylor, 1943
- Ambystoma taylori Brandon, Maruska, & Rumph, 1982
- Ambystoma velasci (Dugès, 1888)

### Plethodontidae
Orde: Caudata. 
Familie: Plethodontidae
- Aneides lugubris (Hallowell, 1849)
- Batrachoseps major Camp, 1915

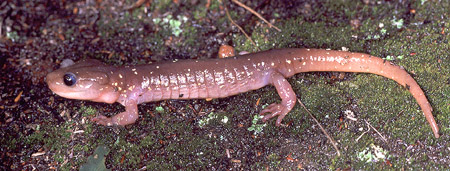
Aneides lugubris

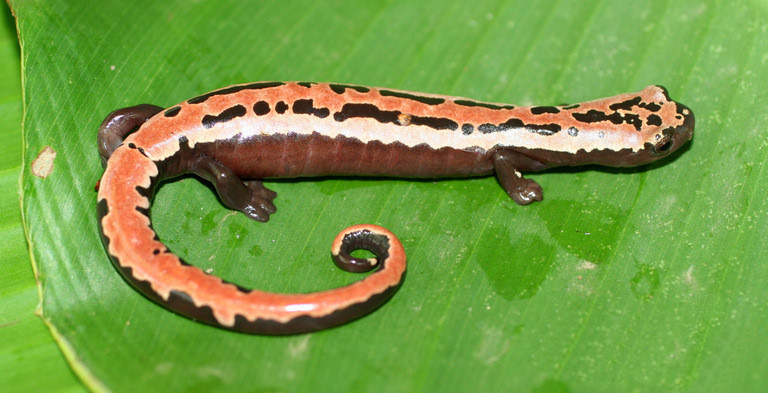
Bolitoglossa mexicana

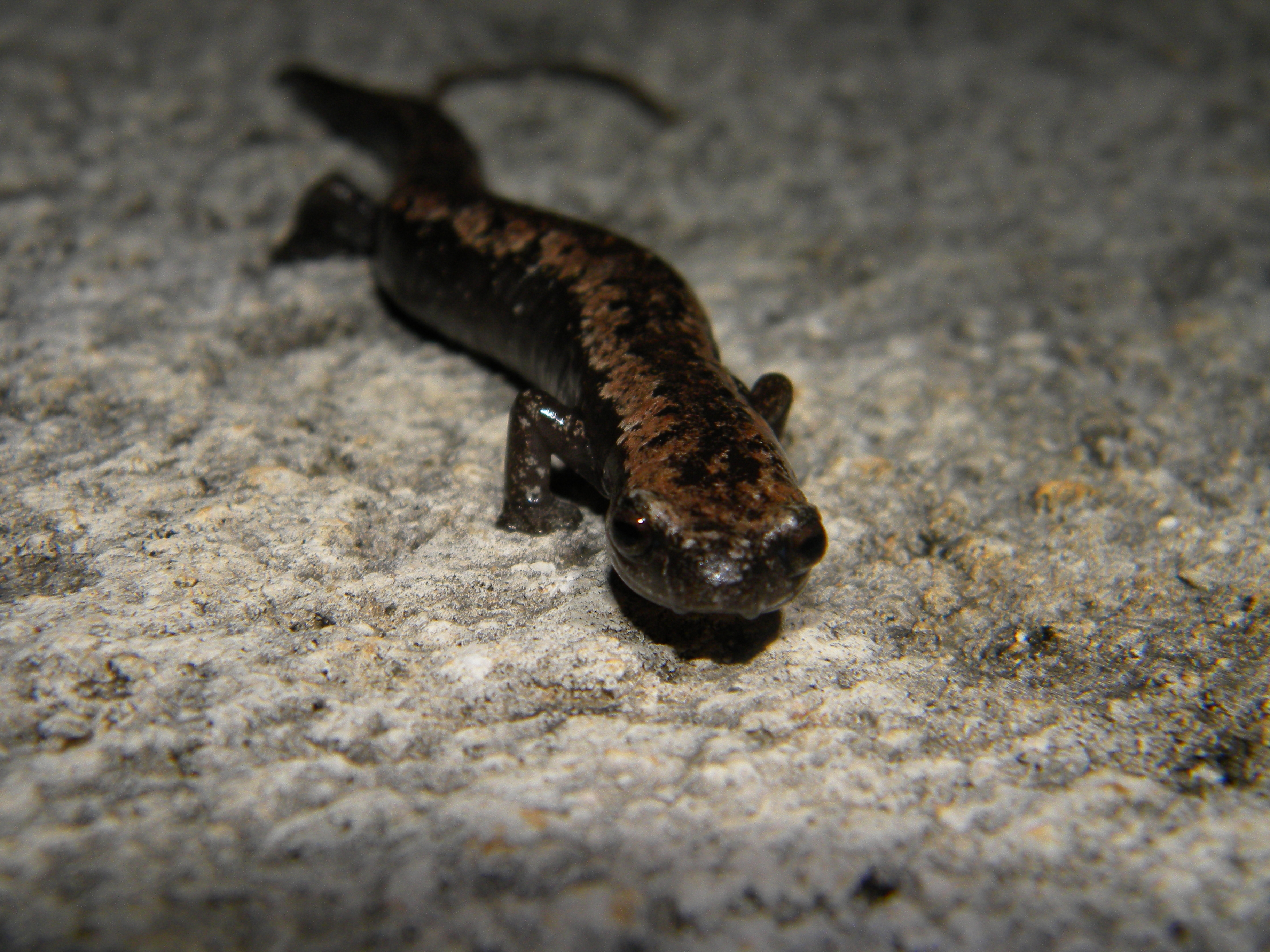
Bolitoglossa yucatana

- Bolitoglossa alberchi García-París, Parra-Olea, Brame, & Wake, 2002
- Bolitoglossa chinanteca Rovito, Parra-Olea, Lee, & Wake, 2012
- Bolitoglossa engelhardti (Schmidt, 1936)
- Bolitoglossa flavimembris (Schmidt, 1936)
- Bolitoglossa flaviventris (Schmidt, 1936)
- Bolitoglossa franklini (Schmidt, 1936)
- Bolitoglossa hartwegi Wake & Brame, 1969
- Bolitoglossa hermosa Papenfuss, Wake, & Adler, 1984
- Bolitoglossa lincolni (Stuart, 1943)
- Bolitoglossa macrinii (Lafrentz, 1930)
- Bolitoglossa mexicana Duméril, Bibron, & Duméril, 1854
- Bolitoglossa mulleri (Brocchi, 1883)
- Bolitoglossa oaxacensis  Parra-Olea, García-París, & Wake, 2002
- Bolitoglossa occidentalis Taylor, 1941
- Bolitoglossa platydactyla (Gray, 1831)
- Bolitoglossa riletti Holman, 1964
- Bolitoglossa rostrata (Brocchi, 1883)
- Bolitoglossa rufescens (Cope, 1869)
- Bolitoglossa stuarti Wake & Brame, 1969
- Bolitoglossa veracrucis Taylor, 1951
- Bolitoglossa yucatana (Peters, 1882)
- Bolitoglossa zapoteca  Parra-Olea, García-París, & Wake, 2002
- Chiropterotriton arboreus (Taylor, 1941)
- Chiropterotriton chiropterus (Cope, 1863)
- Chiropterotriton chondrostega (Taylor, 1941)
- Chiropterotriton cracens Rabb, 1958
- Chiropterotriton dimidiatus (Taylor, 1940)
- Chiropterotriton lavae (Taylor, 1942)
- Chiropterotriton magnipes Rabb, 1965
- Chiropterotriton miquihuanus Campbell, Streicher, Cox, & Brodie, 2014
- Chiropterotriton mosaueri (Woodall, 1941)
- Chiropterotriton multidentatus (Taylor, 1939)
- Chiropterotriton orculus (Cope, 1865)
- Chiropterotriton priscus Rabb, 1956
- Chiropterotriton terrestris (Taylor, 1941)
- Cryptotriton alvarezdeltoroi (Papenfuss & Wake, 1987)
- Dendrotriton megarhinus (Rabb, 1960)
- Dendrotriton rabbi (Lynch & Wake, 1975)
- Dendrotriton xolocalcae (Taylor, 1941)
- Ensatina eschscholtzii Gray, 1850
- Isthmura sierraoccidentalis Lowe, Jones & Wright, 1968
- Nyctanolis pernix Elias & Wake, 1983
- Oedipina elongata (Schmidt, 1936)
- Parvimolge townsendi (Dunn, 1922)
- Pseudoeurycea ahuitzotl Adler, 1996
- Pseudoeurycea altamontana (Taylor, 1939)
- Pseudoeurycea amuzga Pérez-Ramos & Saldaña de la Riva, 2003
- Pseudoeurycea anitae Bogert, 1967
- Pseudoeurycea aquatica Wake & Campbell, 2001
- Pseudoeurycea aurantia Canseco-Márquez & Parra-Olea, 2003
- Pseudoeurycea bellii (Gray, 1850)
- Pseudoeurycea boneti Alvarez & Martín, 1967
- Pseudoeurycea brunnata Bumzahem & Smith, 1955
- Pseudoeurycea cafetalera Parra-Olea, Rovito, Márquez-Valdelmar, Cruz, Murrieta-Galindo, & Wake, 2010
- Pseudoeurycea cephalica (Cope, 1865)
- Pseudoeurycea cochranae (Taylor, 1943)
- Pseudoeurycea conanti Bogert, 1967
- Pseudoeurycea firscheini Shannon & Werler, 1955
- Pseudoeurycea gadovii (Dunn, 1926)
- Pseudoeurycea galeanae (Taylor, 1941)
- Pseudoeurycea gigantea (Taylor, 1939)
- Pseudoeurycea goebeli (Schmidt, 1936)
- Pseudoeurycea juarezi Regal, 1966
- Pseudoeurycea kuautli Campbell, Brodie, Blancas-Hernández, & Smith, 2013
- Pseudoeurycea leprosa (Cope, 1869)
- Pseudoeurycea lineola (Cope, 1865)
- Pseudoeurycea longicauda Lynch, Wake, & Yang, 1983
- Pseudoeurycea lynchi Parra-Olea, Papenfuss, & Wake, 2001
- Pseudoeurycea maxima Parra-Olea, García-París, Papenfuss, & Wake, 2005
- Pseudoeurycea melanomolga (Taylor, 1941)
- Pseudoeurycea mixcoatl Adler, 1996
- Pseudoeurycea mixteca Canseco-Márquez & Gutiérrez-Mayén, 2005
- Pseudoeurycea mystax Bogert, 1967
- Pseudoeurycea naucampatepetl Parra-Olea, Papenfuss, & Wake, 2001
- Pseudoeurycea nigra (Wake & Johnson, 1989)
- Pseudoeurycea nigromaculata (Taylor, 1941)
- Pseudoeurycea obesa Parra-Olea, García-París, Hanken, & Wake, 2005
- Pseudoeurycea orchileucos (Brodie, Mendelson, & Campbell, 2002)
- Pseudoeurycea orchimelas (Brodie, Mendelson, & Campbell, 2002)
- Pseudoeurycea papenfussi  Parra-Olea, García-París, Hanken, & Wake, 2005
- Pseudoeurycea parva Lynch & Wake, 1989
- Pseudoeurycea praecellens (Rabb, 1955)
- Pseudoeurycea quetzalanensis  Parra-Olea, Canseco-Márquez, & García-París, 2004
- Pseudoeurycea rex (Dunn, 1921)
- Pseudoeurycea robertsi (Taylor, 1939)
- Pseudoeurycea rubrimembris (Taylor & Smith, 1945)
- Pseudoeurycea ruficauda  Parra-Olea, García-París, Hanken, & Wake, 2004
- Pseudoeurycea saltator Lynch & Wake, 1989
- Pseudoeurycea scandens Walker, 1955
- Pseudoeurycea smithi (Taylor, 1939)
- Pseudoeurycea tenchalli Adler, 1996
- Pseudoeurycea teotepec Adler, 1996
- Pseudoeurycea tlahcuiloh Adler, 1996
- Pseudoeurycea tlilicxitl Lara-Góngora, 2003
- Pseudoeurycea unguidentis (Taylor, 1941)
- Pseudoeurycea werleri Darling & Smith, 1954
- Thorius adelos (Papenfuss & Wake, 1987)
- Thorius arboreus Hanken & Wake, 1994
- Thorius aureus Hanken & Wake, 1994
- Thorius boreas Hanken & Wake, 1994
- Thorius dubitus Taylor, 1941
- Thorius grandis Hanken, Wake, & Freeman, 1999
- Thorius hankeni Campbell, Brodie, Flores-Villela, & Smith, 2014
- Thorius infernalis Hanken, Wake, & Freeman, 1999
- Thorius insperatus Hanken & Wake, 1994
- Thorius lunaris Hanken & Wake, 1998
- Thorius macdougalli Taylor, 1949
- Thorius magnipes Hanken & Wake, 1998
- Thorius maxillabrochus Gehlbach, 1959
- Thorius minutissimus Taylor, 1949
- Thorius minydemus Hanken & Wake, 1998
- Thorius munificus Hanken & Wake, 1998
- Thorius narismagnus Shannon & Werler, 1955
- Thorius narisovalis Taylor, 1940
- Thorius omiltemi Hanken, Wake, & Freeman, 1999
- Thorius papaloae Hanken & Wake, 2001
- Thorius pennatulus Cope, 1869
- Thorius pulmonaris Taylor, 1940
- Thorius schmidti Gehlbach, 1959
- Thorius smithi Hanken & Wake, 1994
- Thorius spilogaster Hanken & Wake, 1998
- Thorius troglodytes Taylor, 1941

### Salamandridae
Orde: Caudata. 
Familie: Salamandridae

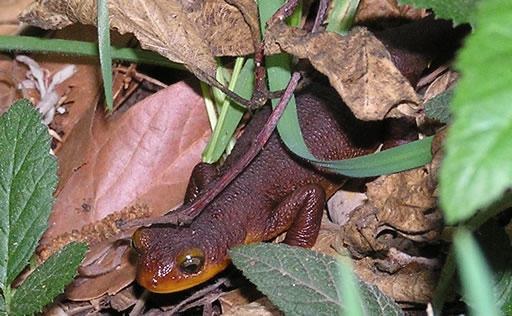
Taricha torosa

- Notophthalmus meridionalis (Cope, 1880)
- Taricha torosa (Rathke, 1833)

### Sirenidae
Orde: Caudata. 
Familie: Sirenidae
- Siren intermedia Barnes, 1826
- Siren lacertina Österdam, 1766

## Kikkers (Anura)

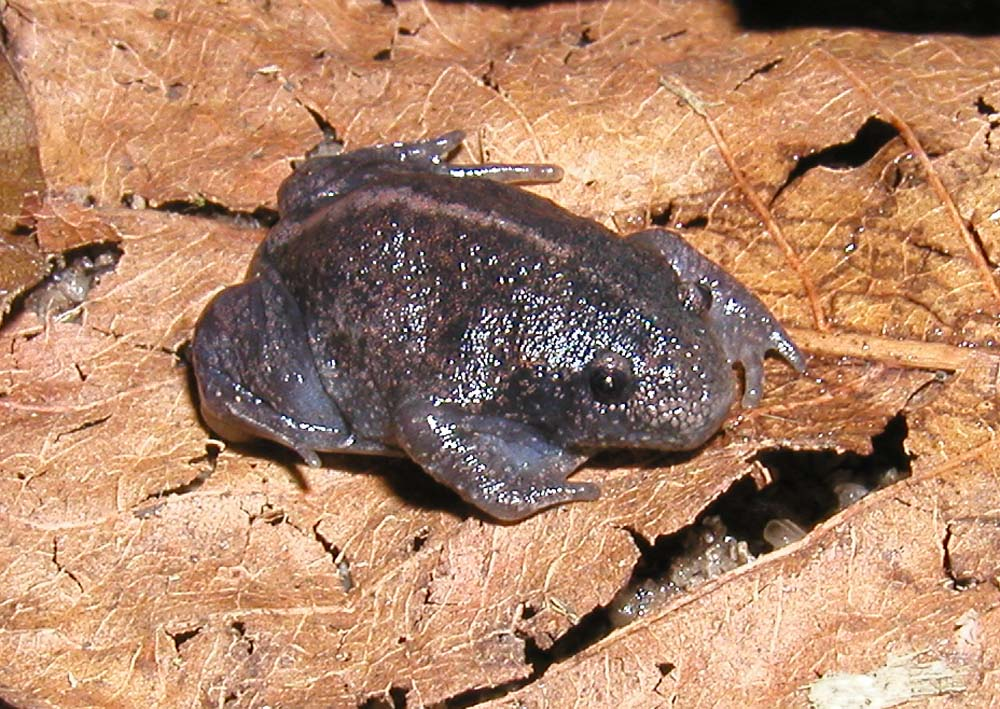
Rhinophrynus dorsalis

### Rhinophrynidae
Orde: Anura. 
Familie: Rhinophrynidae
- Rhinophrynus dorsalis Duméril & Bibron, 1841

### Craugastoridae
Orde: Anura. 
Familie: Craugastoridae

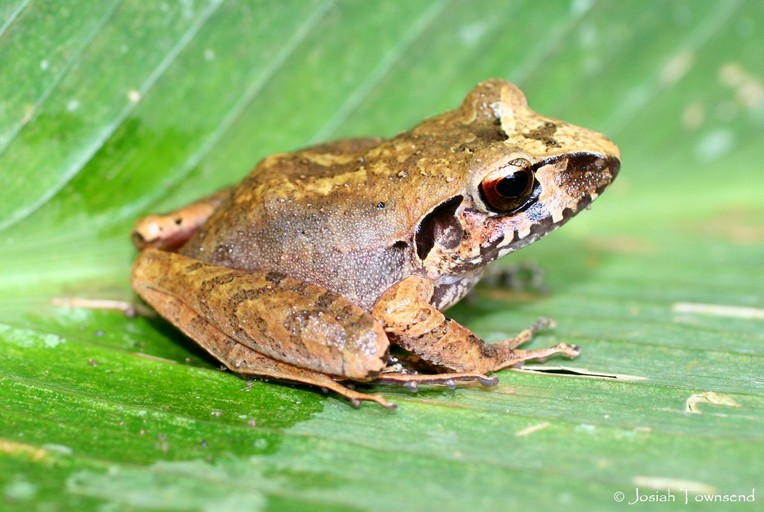
Craugastor laticeps

- Craugastor alfredi (Boulenger, 1898)
- Craugastor amniscola (Campbell & Savage, 2000)
- Craugastor augusti (Dugès, 1879)
- Craugastor batrachylus (Taylor, 1940)
- Craugastor berkenbuschii (Peters, 1870)
- Craugastor brocchi (Boulenger, 1882)
- Craugastor decoratus (Taylor, 1942)
- Craugastor galacticorhinus (Canseco-Márquez & Smith, 2004)
- Craugastor glaucus (Lynch, 1967)
- Craugastor greggi (Bumzahem, 1955)
- Craugastor guerreroensis (Lynch, 1967)
- Craugastor hobartsmithi (Taylor, 1937)
- Craugastor laticeps (Duméril, 1853)
- Craugastor lineatus (Brocchi, 1879)
- Craugastor loki (Shannon & Werler, 1955)
- Craugastor matudai (Taylor, 1941)
- Craugastor megalotympanum (Shannon & Werler, 1955)
- Craugastor mexicanus (Brocchi, 1877)
- Craugastor montanus (Taylor, 1942)
- Craugastor occidentalis (Taylor, 1941)
- Craugastor omiltemanus (Günther, 1900)
- Craugastor palenque (Campbell & Savage, 2000)
- Craugastor pelorus (Campbell & Savage, 2000)
- Craugastor polymniae (Campbell, Lamar, & Hillis, 1989)
- Craugastor pozo (Johnson & Savage, 1995)
- Craugastor pygmaeus (Taylor, 1937)
- Craugastor rhodopis (Cope, 1867)
- Craugastor rugulosus (Cope, 1870)
- Craugastor rupinius (Campbell & Savage, 2000)
- Craugastor saltator (Taylor, 1941)
- Craugastor silvicola (Lynch, 1967)
- Craugastor spatulatus (Smith, 1939)
- Craugastor stuarti (Lynch, 1967)
- Craugastor tarahumaraensis (Taylor, 1940)
- Craugastor taylori (Lynch, 1966)
- Craugastor uno (Savage, 1985)
- Craugastor vocalis (Taylor, 1940)
- Craugastor vulcani (Shannon & Werler, 1955)
- Craugastor yucatanensis (Lynch, 1965)

### Leptodactylidae
Orde: Anura. 
Familie: Leptodactylidae

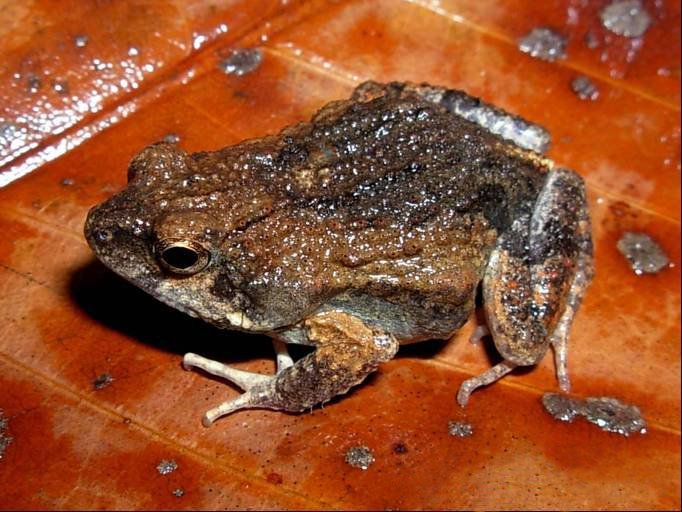
Engystomops pustulosus

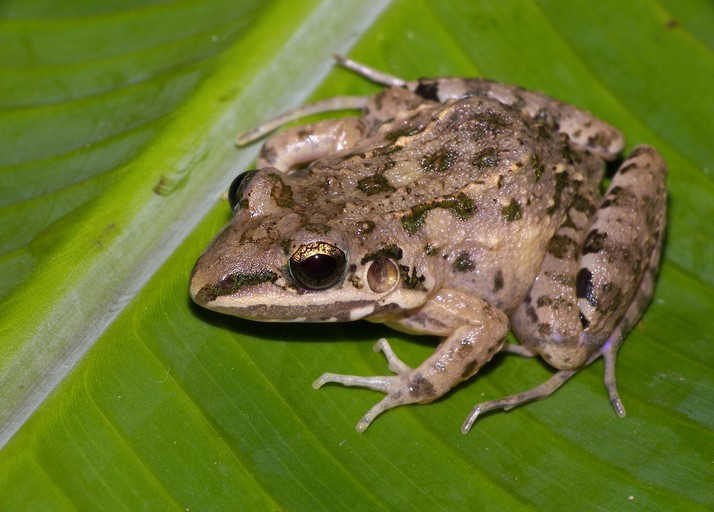
Leptodactylus fragilis

- Engystomops pustulosus (Cope, 1864)
- Leptodactylus fragilis (Brocchi, 1877)
- Leptodactylus melanonotus (Hallowell, 1861)

### Eleutherodactylidae
Orde: Anura. 
Familie: Eleutherodactylidae

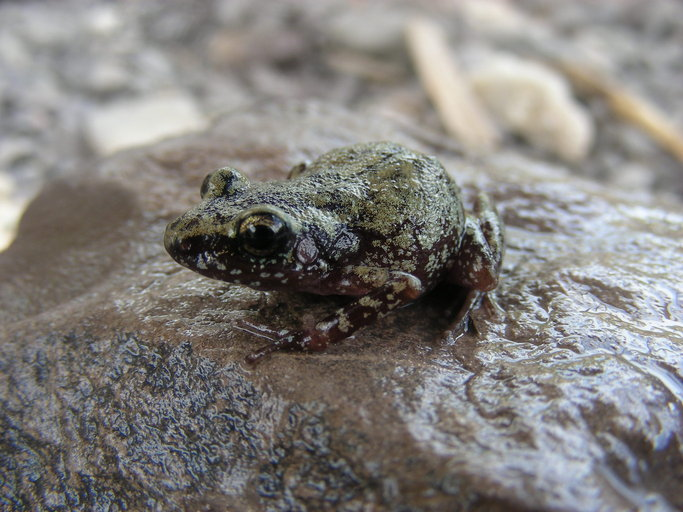
Eleutherodactylus pipilans

- Eleutherodactylus albolabris (Taylor, 1943)
- Eleutherodactylus angustidigitorum (Taylor, 1940)
- Eleutherodactylus cystignathoides (Cope, 1877)
- Eleutherodactylus dennisi (Lynch, 1970)
- Eleutherodactylus dilatus (Davis & Dixon, 1955)
- Eleutherodactylus grandis (Dixon, 1957)
- Eleutherodactylus grunwaldi Reyes-Velasco, Ahumada-Carrillo, Burkhardt, & Devitt, 2015
- Eleutherodactylus guttilatus (Cope, 1879)
- Eleutherodactylus interorbitalis (Langebartel & Shannon, 1956)
- Eleutherodactylus leprus (Cope, 1879)
- Eleutherodactylus longipes (Baird, 1859)
- Eleutherodactylus maurus Hedges, 1989
- Eleutherodactylus modestus (Taylor, 1942)
- Eleutherodactylus nitidus (Peters, 1870)
- Eleutherodactylus nivicolimae (Dixon & Webb, 1966)
- Eleutherodactylus pallidus (Duellman, 1958)
- Eleutherodactylus pipilans (Taylor, 1940)
- Eleutherodactylus planirostris (Cope, 1862)
- Eleutherodactylus rubrimaculatus (Taylor & Smith, 1945)
- Eleutherodactylus rufescens (Duellman & Dixon, 1959)
- Eleutherodactylus saxatilis (Webb, 1962)
- Eleutherodactylus syristes (Hoyt, 1965)
- Eleutherodactylus teretistes (Duellman, 1958)
- Eleutherodactylus verrucipes (Cope, 1885)
- Eleutherodactylus verruculatus (Peters, 1870)
- Eleutherodactylus wixarika  Reyes-Velasco, Ahumada-Carrillo, Burkhardt, & Devitt, 2015

### Bufonidae
Orde: Anura. 
Familie: Bufonidae
- Anaxyrus boreas (Baird & Girard, 1852)
- Anaxyrus californicus (Camp, 1915)
- Anaxyrus cognatus (Say, 1822)

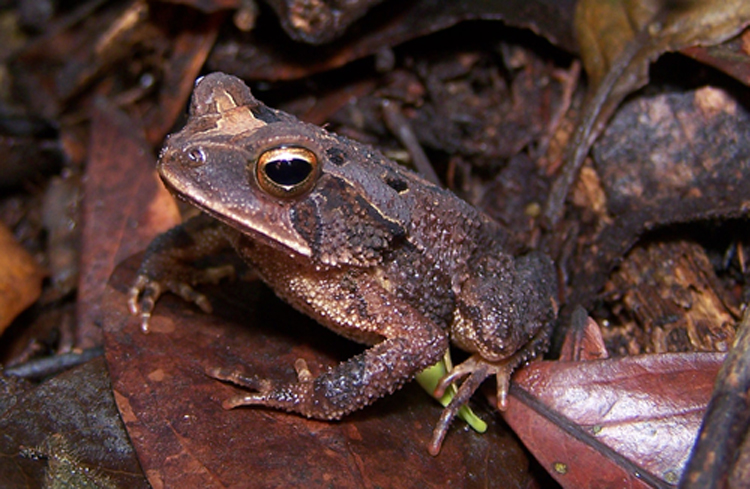
Incilius canaliferus

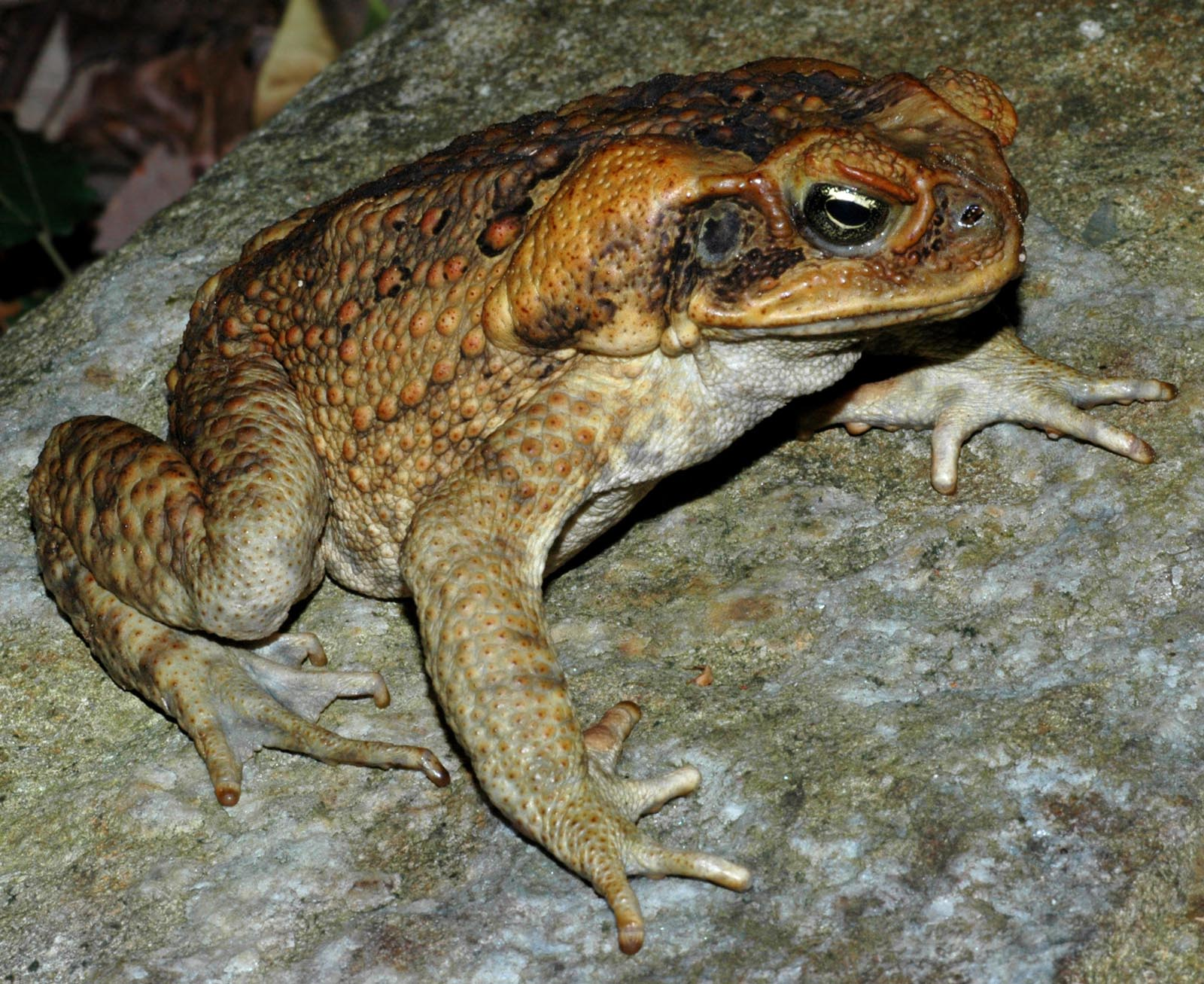
Rhinella marina

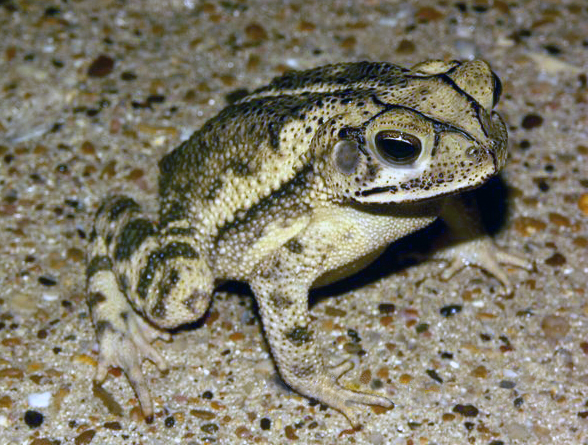
Incilius valliceps

- Anaxyrus compactilis (Wiegmann, 1833)
- Anaxyrus debilis (Girard, 1854)
- Anaxyrus kelloggi (Taylor, 1938)
- Anaxyrus mexicanus (Brocchi, 1879)
- Anaxyrus punctatus (Baird & Girard, 1852)
- Anaxyrus retiformis (Sanders & Smith, 1951)
- Anaxyrus speciosus (Girard, 1854)
- Anaxyrus woodhousii (Girard, 1854)
- Incilius alvarius (Girard, 1859)
- Incilius aurarius Mendelson, Mulcahy, Snell, Acevedo, & Campbell, 2012
- Incilius bocourti (Brocchi, 1877)
- Incilius campbelli (Mendelson, 1994)
- Incilius canaliferus (Cope, 1877)
- Incilius cavifrons (Firschein, 1950)
- Incilius coccifer (Cope, 1866)
- Incilius cristatus (Wiegmann, 1833)
- Incilius cycladen (Lynch & Smith, 1966)
- Incilius gemmifer (Taylor, 1940)
- Incilius intermedius (Günther, 1858)
- Incilius luetkenii (Boulenger, 1891)
- Incilius macrocristatus (Firschein & Smith, 1957)
- Incilius marmoreus (Wiegmann, 1833)
- Incilius mazatlanensis (Taylor, 1940)
- Incilius mccoyi Santos-Barrera & Flores-Villela, 2011
- Incilius nebulifer (Girard, 1854)
- Incilius occidentalis (Camerano, 1879)
- Incilius perplexus (Taylor, 1943)
- Incilius pisinnus (Mendelson, Williams, Sheil, & Mulcahy, 2005)
- Incilius spiculatus (Mendelson, 1997)
- Incilius tacanensis (Smith, 1952)
- Incilius tutelarius (Mendelson, 1997)
- Incilius valliceps (Wiegmann, 1833)
- Rhinella marina (Linnaeus, 1758)

### Hylidae
Orde: Anura. 
Familie: Hylidae
- Acris blanchardi Harper, 1947
- Agalychnis callidryas (Cope, 1862)
- Agalychnis dacnicolor (Cope, 1864)

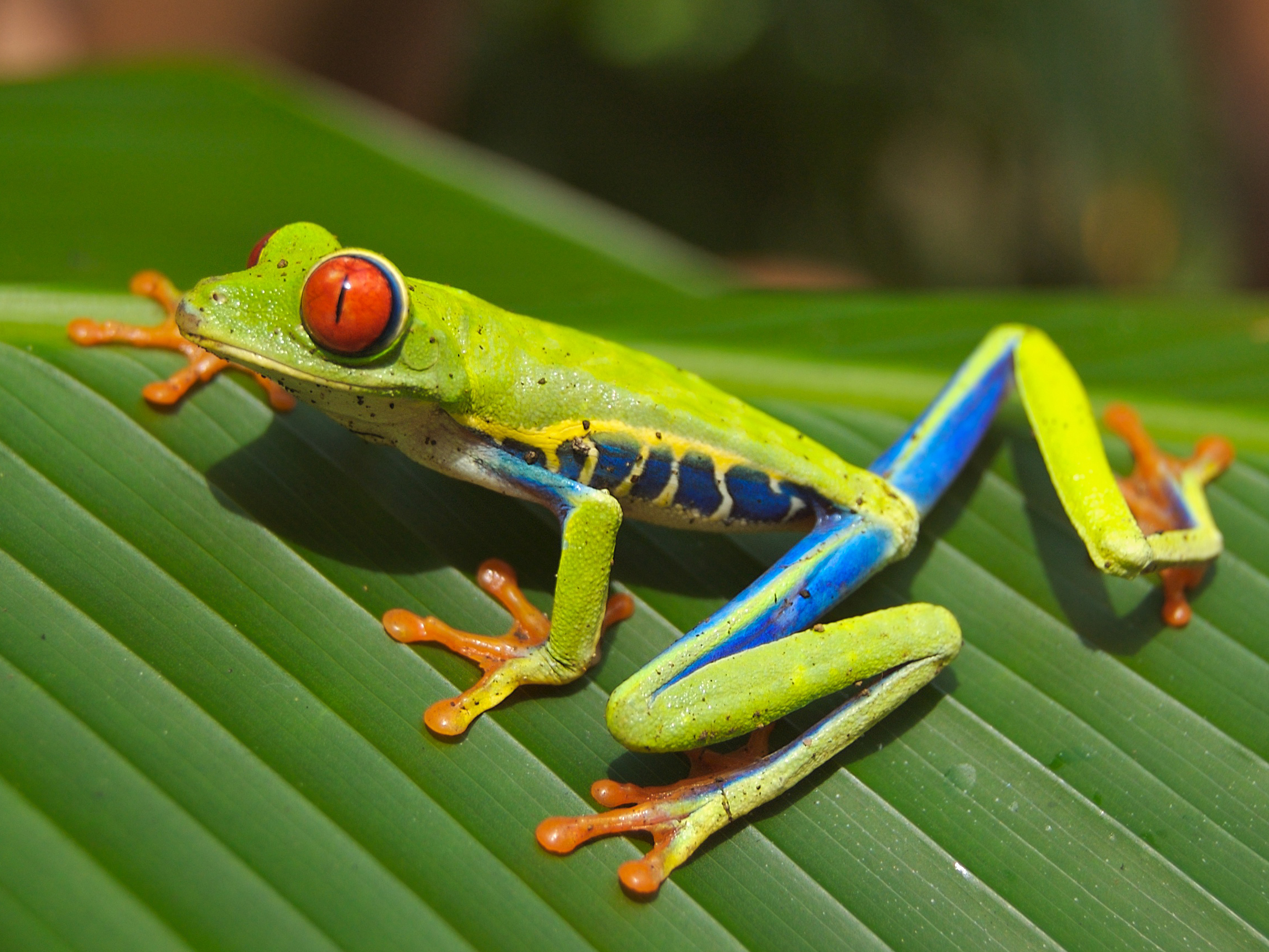
Agalychnis callidryas

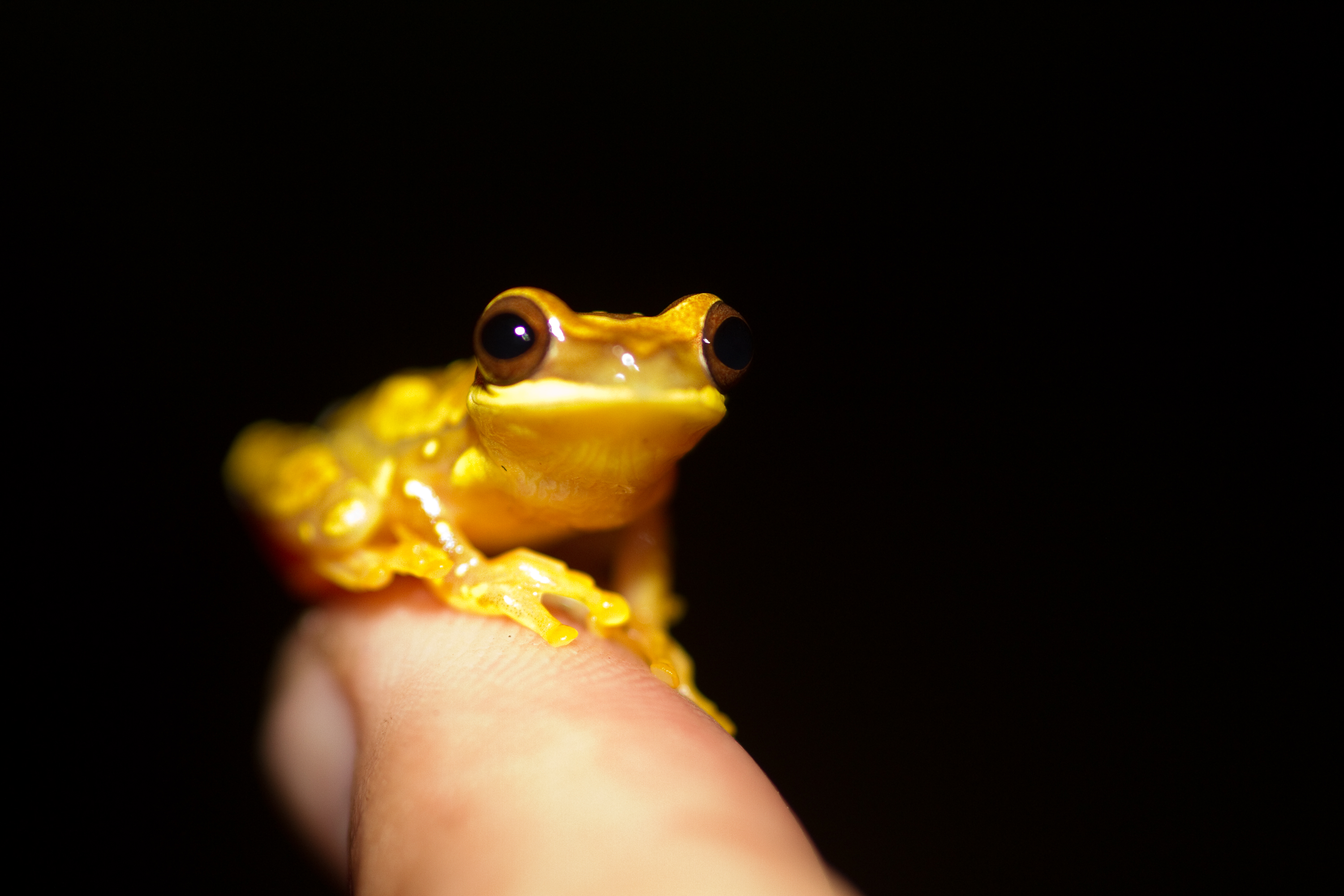
Dendropsophus ebraccatus

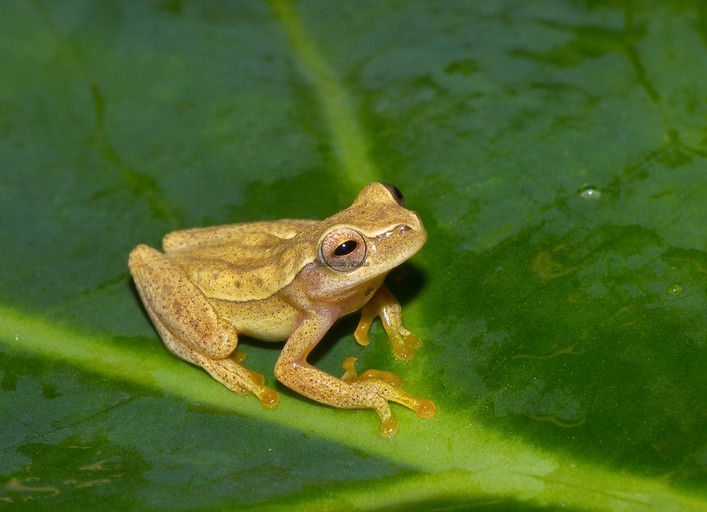
Dendropsophus microcephalus

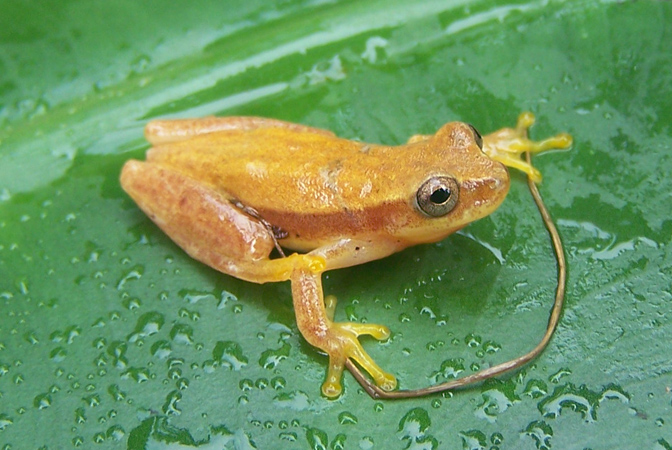
Dendropsophus robertmertensi

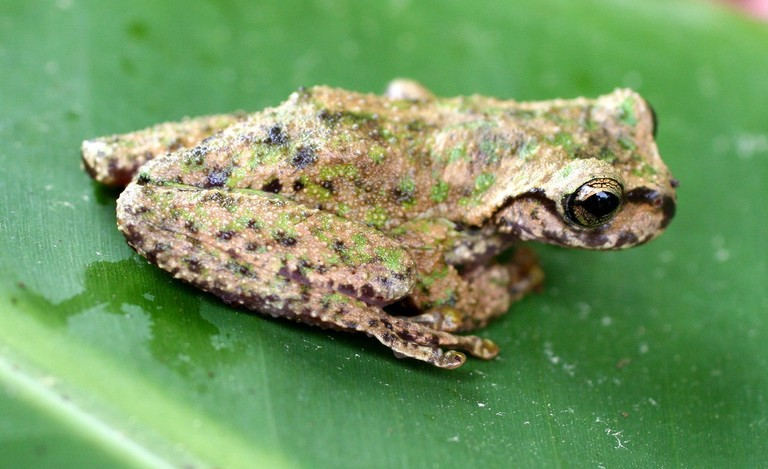
Plectrohyla guatemalensis

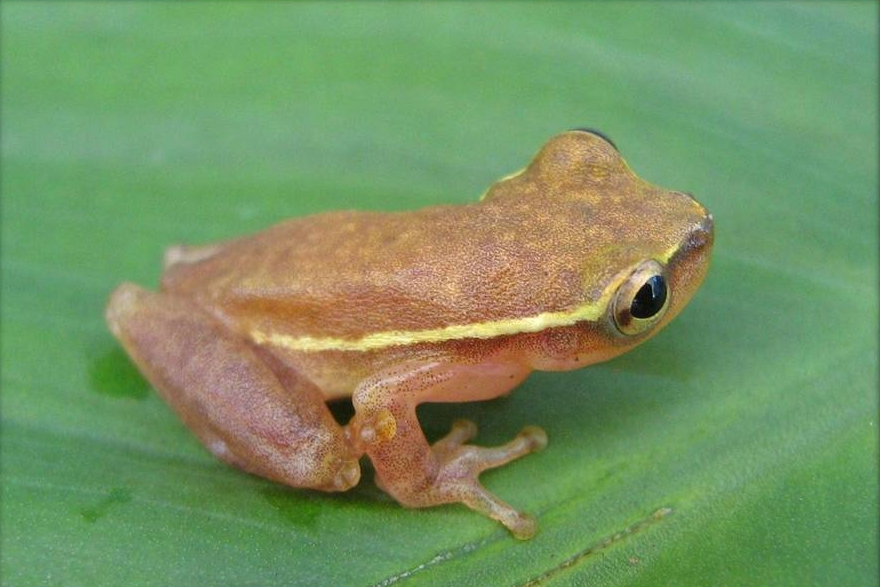
Tlalocohyla picta

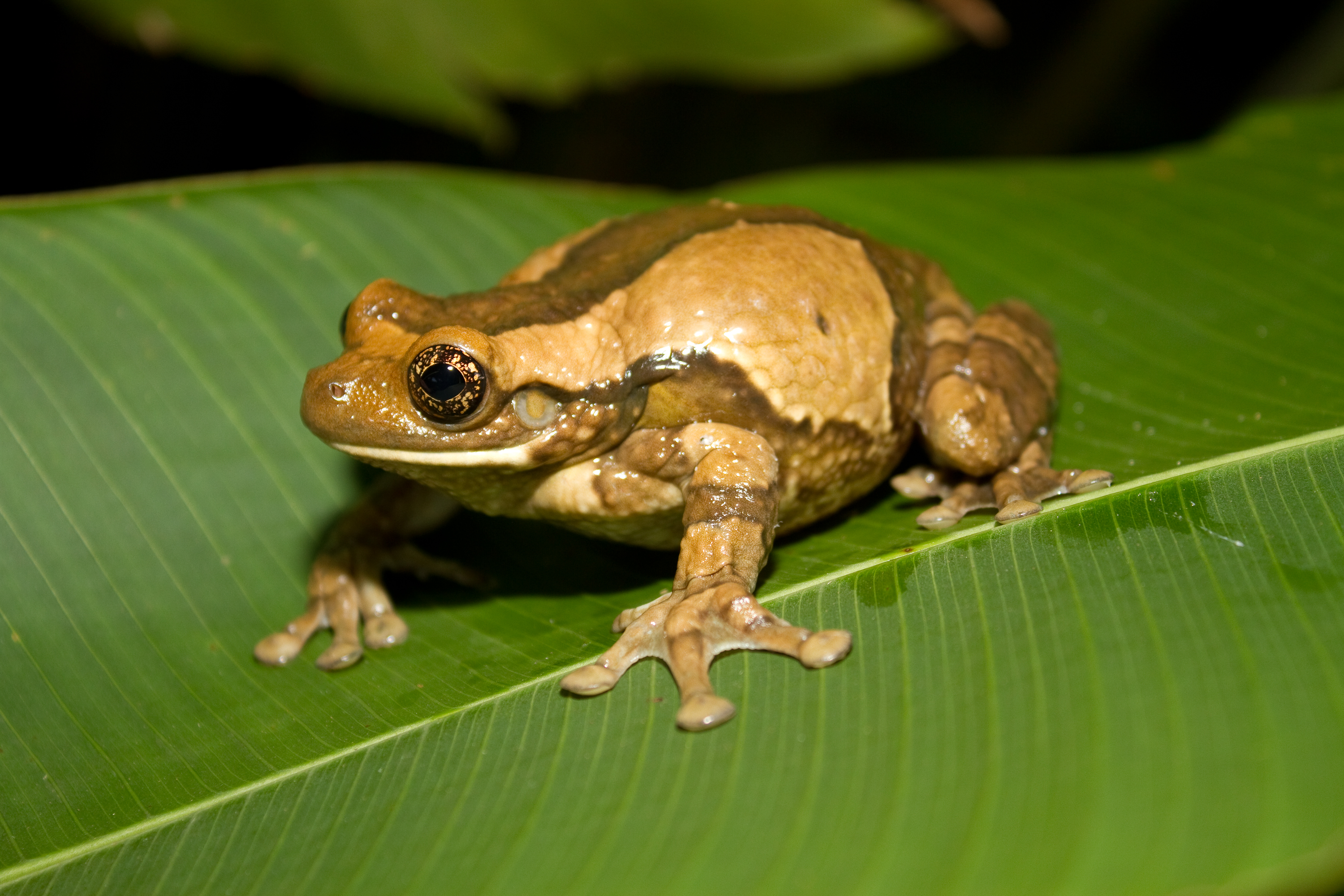
Trachycephalus typhonius

- Agalychnis moreletii (Duméril, 1853)
- Anotheca spinosa (Steindachner, 1864)
- Bromeliohyla bromeliacia (Schmidt, 1933)
- Bromeliohyla dendroscarta (Taylor, 1940)
- Charadrahyla altipotens (Duellman, 1968)
- Charadrahyla chaneque (Duellman, 1961)
- Charadrahyla nephila (Mendelson & Campbell, 1999)
- Charadrahyla taeniopus (Günther, 1901)
- Charadrahyla tecuani Campbell, Blancas-Hernández, & Smith, 2009
- Charadrahyla trux (Adler & Dennis, 1972)
- Dendropsophus ebraccatus (Cope, 1874)
- Dendropsophus microcephalus (Cope, 1886)
- Dendropsophus robertmertensi (Taylor, 1937)
- Dendropsophus sartori (Smith, 1951)
- Diaglena spatulata (Günther, 1882)
- Duellmanohyla chamulae (Duellman, 1961)
- Duellmanohyla ignicolor (Duellman, 1961)
- Duellmanohyla schmidtorum (Stuart, 1954)
- Ecnomiohyla echinata (Duellman, 1961)
- Ecnomiohyla miotympanum (Cope, 1863)
- Ecnomiohyla valancifer (Firschein & Smith, 1956)
- Exerodonta abdivita (Campbell & Duellman, 2000)
- Exerodonta bivocata (Duellman & Hoyt, 1961)
- Exerodonta chimalapa (Mendelson & Campbell, 1994)
- Exerodonta juanitae (Snyder, 1972)
- Exerodonta melanomma (Taylor, 1940)
- Exerodonta pinorum (Taylor, 1937)
- Exerodonta smaragdina (Taylor, 1940)
- Exerodonta sumichrasti Brocchi, 1879
- Exerodonta xera (Mendelson & Campbell, 1994)
- Hyla arboricola Taylor, 1941
- Hyla arenicolor Cope, 1866
- Hyla euphorbiacea Günther, 1858
- Hyla eximia Baird, 1854
- Hyla plicata Brocchi, 1877
- Hyla walkeri Stuart, 1954
- Hyla wrightorum Taylor, 1939
- Megastomatohyla mixe (Duellman, 1965)
- Megastomatohyla mixomaculata (Taylor, 1950)
- Megastomatohyla nubicola (Duellman, 1964)
- Megastomatohyla pellita (Duellman, 1968)
- Plectrohyla acanthodes Duellman & Campbell, 1992
- Plectrohyla ameibothalame (Canseco-Márquez, Mendelson, & Gutiérrez-Mayén, 2002)
- Plectrohyla arborescandens (Taylor, 1939)
- Plectrohyla avia Stuart, 1952
- Plectrohyla bistincta (Cope, 1877)
- Plectrohyla calthula (Ustach, Mendelson, McDiarmid, & Campbell, 2000)
- Plectrohyla calvicollina (Toal, 1994)
- Plectrohyla celata (Toal & Mendelson, 1995)
- Plectrohyla cembra (Caldwell, 1974)
- Plectrohyla charadricola (Duellman, 1964)
- Plectrohyla chryses (Adler, 1965)
- Plectrohyla crassa (Brocchi, 1877)
- Plectrohyla cyanomma (Caldwell, 1974)
- Plectrohyla cyclada (Campbell & Duellman, 2000)
- Plectrohyla ephemera (Meik, Canseco-Márquez, Smith, & Campbell, 2005)
- Plectrohyla guatemalensis Brocchi, 1877
- Plectrohyla hartwegi Duellman, 1968
- Plectrohyla hazelae (Taylor, 1940)
- Plectrohyla ixil Stuart, 1942
- Plectrohyla labedactyla (Mendelson & Toal, 1996)
- Plectrohyla lacertosa Bumzahem & Smith, 1954
- Plectrohyla matudai Hartweg, 1941
- Plectrohyla miahuatlanensis Meik, Smith, Canseco-Márquez, & Campbell, 2006
- Plectrohyla mykter (Adler & Dennis, 1972)
- Plectrohyla pachyderma (Taylor, 1942)
- Plectrohyla pentheter (Adler, 1965)
- Plectrohyla psarosema (Campbell & Duellman, 2000)
- Plectrohyla pycnochila Rabb, 1959
- Plectrohyla robertsorum (Taylor, 1940)
- Plectrohyla sabrina (Caldwell, 1974)
- Plectrohyla sagorum Hartweg, 1941
- Plectrohyla siopela (Duellman, 1968)
- Plectrohyla thorectes (Adler, 1965)
- Pseudacris cadaverina (Cope, 1866)
- Pseudacris clarkii (Baird, 1854)
- Pseudacris hypochondriaca (Hallowell, 1854)
- Ptychohyla acrochorda Campbell & Duellman, 2000
- Ptychohyla dendrophasma (Campbell, Smith, & Acevedo, 2000)
- Ptychohyla erythromma (Taylor, 1937)
- Ptychohyla euthysanota (Kellogg, 1928)
- Ptychohyla leonhardschultzei (Ahl, 1934)
- Ptychohyla macrotympanum (Tanner, 1957)
- Ptychohyla zophodes Campbell & Duellman, 2000
- Scinax staufferi (Cope, 1865)
- Smilisca baudinii (Duméril & Bibron, 1841)
- Smilisca cyanosticta (Smith, 1953)
- Smilisca dentata (Smith, 1957)
- Smilisca fodiens (Boulenger, 1882)
- Tlalocohyla godmani (Günther, 1901)
- Tlalocohyla loquax (Gaige & Stuart, 1934)
- Tlalocohyla picta (Günther, 1901)
- Tlalocohyla smithii (Boulenger, 1902)
- Trachycephalus typhonius (Linnaeus, 1758)
- Triprion petasatus (Cope, 1865)

### Centrolenidae
Orde: Anura. 
Familie: Centrolenidae

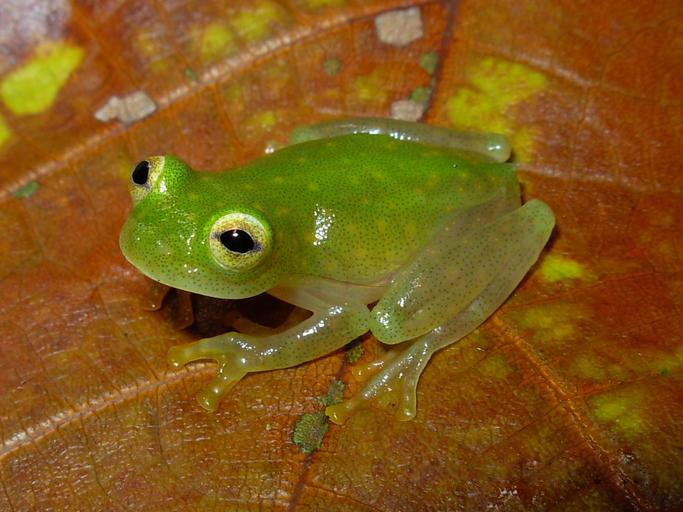
Hyalinobatrachium fleischmanni

- Hyalinobatrachium fleischmanni (Boettger, 1893)

### Microhylidae
Orde: Anura. 
Familie: Microhylidae

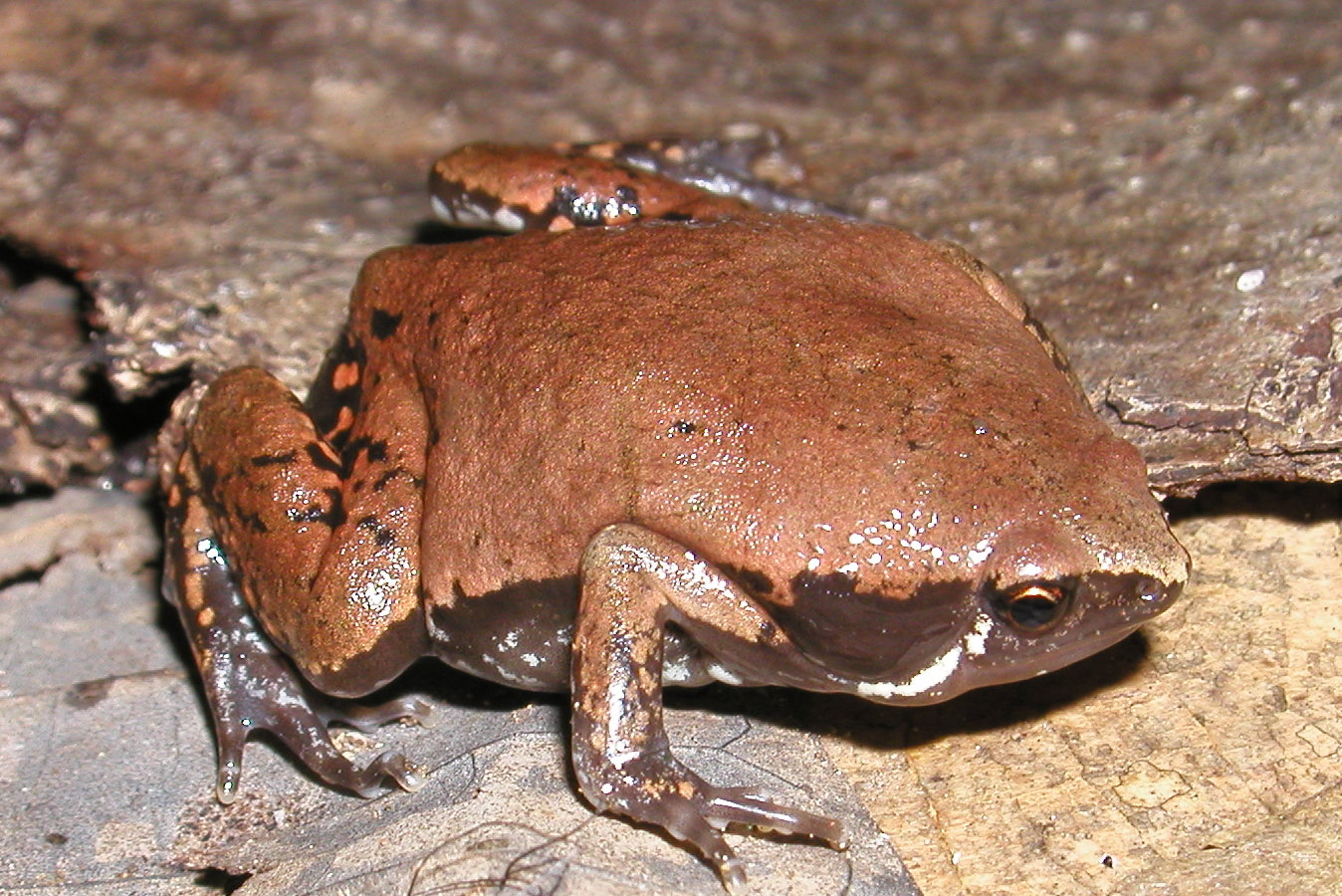
Hypopachus variolosus

- Gastrophryne elegans (Boulenger, 1882)
- Gastrophryne mazatlanensis (Taylor, 1943)
- Gastrophryne olivacea (Hallowell, 1856)
- Hypopachus barberi Schmidt, 1939
- Hypopachus ustus (Cope, 1866)
- Hypopachus variolosus (Cope, 1866)

### Ranidae
Orde: Anura. 
Familie: Ranidae

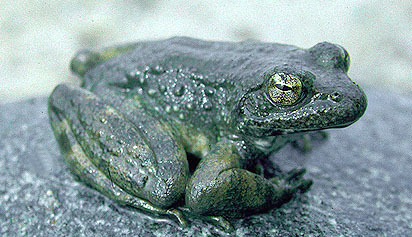
Rana boylii

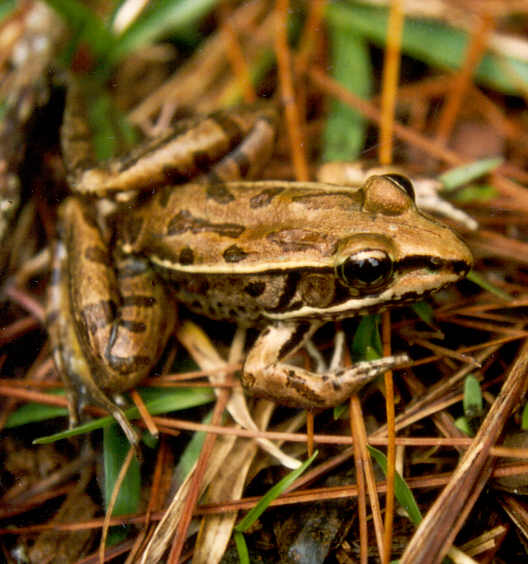
Lithobates berlandieri

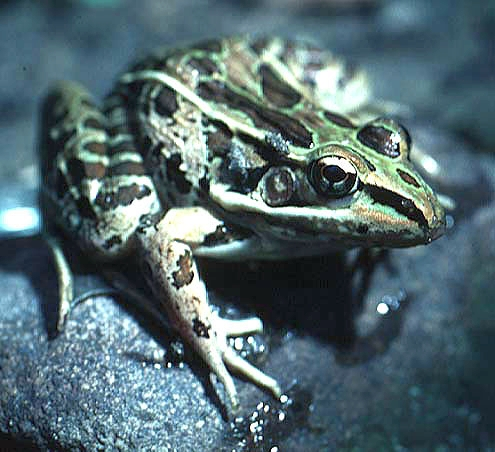
Lithobates forreri

- Lithobates berlandieri (Baird, 1859)
- Lithobates brownorum (Sanders, 1973)
- Lithobates catesbeianus (Shaw, 1802)
- Lithobates chichicuahutla (Cuellar, Méndez-De La Cruz, & Villagrán-Santa Cruz, 1996)
- Lithobates chiricahuensis (Platz & Mecham, 1979)
- Lithobates dunni (Zweifel, 1957)
- Lithobates forreri (Boulenger, 1883)
- Lithobates johni (Blair, 1965)
- Lithobates lemosespinali (Smith & Chiszar, 2003)
- Lithobates macroglossa (Brocchi, 1877)
- Lithobates maculatus (Brocchi, 1877)
- Lithobates magnaocularis (Frost & Bagnara, 1974)
- Lithobates megapoda (Taylor, 1942)
- Lithobates montezumae (Baird, 1854)
- Lithobates neovolcanicus (Hillis & Frost, 1985)
- Lithobates omiltemanus (Günther, 1900)
- Lithobates psilonota (Webb, 2001)
- Lithobates pueblae (Zweifel, 1955)
- Lithobates pustulosus (Boulenger, 1883)
- Lithobates sierramadrensis (Taylor, 1939)
- Lithobates spectabilis (Hillis & Frost, 1985)
- Lithobates tarahumarae (Boulenger, 1917)
- Lithobates tlaloci (Hillis & Frost, 1985)
- Lithobates vaillanti (Brocchi, 1877)
- Lithobates yavapaiensis (Platz & Frost, 1984)
- Lithobates zweifeli (Hillis, Frost, & Webb, 1984)
- Rana boylii Baird, 1854
- Rana draytonii Baird & Girard, 1852

### Pipidae

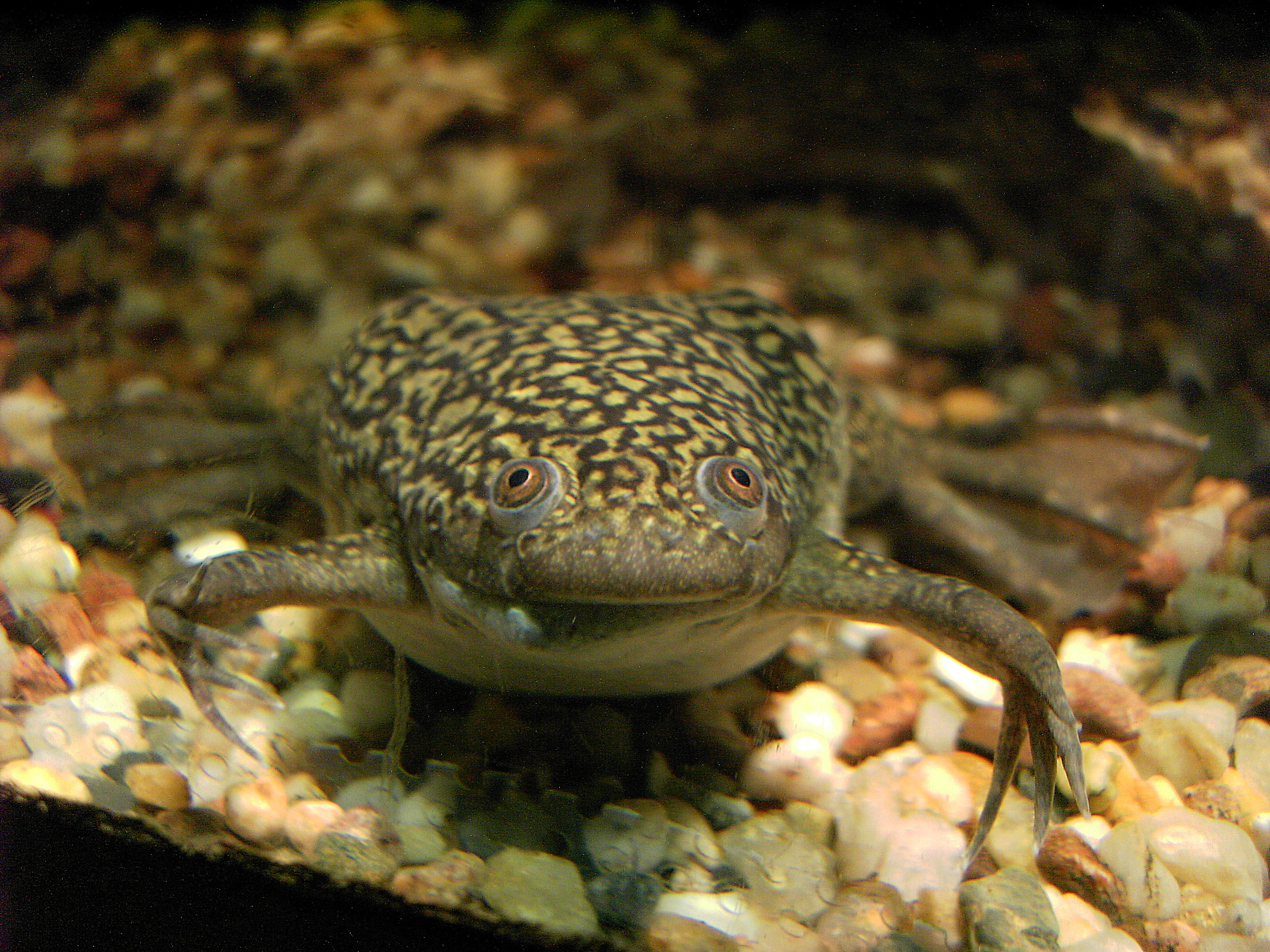
Xenopus laevis

Orde: Anura. 
Familie: Pipidae
- Xenopus laevis (Daudin, 1802) [I]

### Scaphiopodidae

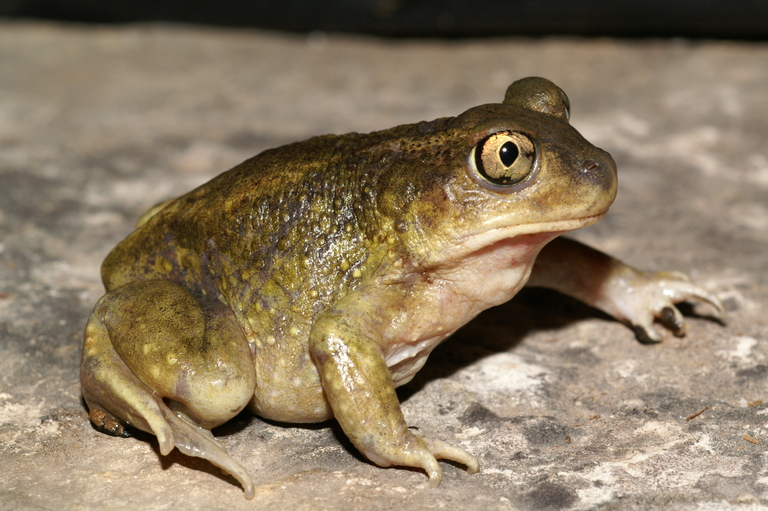
Scaphiopus hurterii

Orde: Anura. 
Familie: Scaphiopodidae
- Scaphiopus couchii Baird, 1854
- Scaphiopus hurterii Strecker, 1910
- Spea bombifrons (Cope, 1863)
- Spea hammondii (Baird, 1859)
- Spea multiplicata (Cope, 1863)